# Fouquescourt
Fouquescourt là một xã ở tỉnh Somme, vùng Hauts-de-France, Pháp.

## Địa lý
Thị trấn này tọa lạc 25 dặm Anh về phía đồng nam của Amiens trên đường D161.

## Dân số
| 1962                                                         | 1968 | 1975 | 1982 | 1990 | 1999 |
| ------------------------------------------------------------ | ---- | ---- | ---- | ---- | ---- |
| 138                                                          | 151  | 139  | 136  | 153  | 127  |
| Số liệu điều tra dân số từ năm 1962, dân số không tính trùng |      |      |      |      |      |